# Naby Keïta
Naby Leye Keïta (Conakry, 1995. február 10. –) guineai válogatott labdarúgó, a német élvonalbeli Werder Bremen középpályása, aki jelenleg a Ferencvárosnál szerepel kölcsönben.

## Pályafutása
Szülővárosa csapatában 9 évesen kezdett el megismerkedni a labdarúgással. 2013-ban a Horoya csapatából a francia Istres ifjúsági csapatához csatlakozott, miután a Lorient és a Le Mans együttesei nem tudták meggyőzni őt. Rövid időn belül az első csapatba került. 2013. november 22-én a Nîmes Olympique ellen debütált a másodosztályban, ahol gólt és gólpasszt jegyszett. A szezont 23 bajnokin 4 góllal zárta és több klub is felfigyelt rá. 2014 nyarán az osztrák Red Bull Salzburg együtteséhez igazolt. Július 26-án mutatkozott be a bajnokságban a Wiener Neustadt ellen. Itt távozásáig 81 tétmérkőzésen lépett pályára, amelyeken 20 gólt szerzett és meghatározó játék lett klubjában. 2016 júniusában a testvér csapat, a német RB Leipzig csapatába igazolt. Szeptember 10-én a Borussia Dortmund ellen góllal mutatkozott be. Első szezonjában 31 bajnokin kapott lehetőséget és ezeken 8 gólt szerzett.
2017. augusztus 28-án bejelentették, hogy 2018 nyarán csatlakozik a Liverpool csapatához, miután a kivásárlási záradékot aktiválta a klub. Hivatalosan 2018. június 27-én mutatta be őt az érte 48 millió fontot fizető angol csapat. Új klubjában a nyolcas mezt kapta. Első mérkőzését 2018. augusztus 12-én játszotta a West Ham ellen. 2019. április 5-én megszerezte első gólját, melyet a Southampton csapatának lőtt. 2019. június 1-én megnyerte a Bajnokok Ligáját, a döntőben azonban egy sérülés miatt nem lépett pályára. 2019. december 18-án ő szerezte az első gólt a Monterrey ellen, a Liverpool pedig 2-1-re megnyerte a Klubvilágbajnokságot.

## Statisztika

### Klubcsapatokban
2025. augusztus 16-i állapot szerint.
| Klub                     | Szezon         | Bajnokság          | Bajnokság | Bajnokság | Kupa  | Kupa  | Ligakupa | Ligakupa | Nemzetközi | Nemzetközi | Egyéb | Egyéb | Összes | Összes |
| Klub                     | Szezon         | Liga               | Mérk.     | Gólok     | Mérk. | Gólok | Mérk.    | Gólok    | Mérk.      | Gólok      | Mérk. | Gólok | Mérk.  | Gólok  |
| ------------------------ | -------------- | ------------------ | --------- | --------- | ----- | ----- | -------- | -------- | ---------- | ---------- | ----- | ----- | ------ | ------ |
| Istres                   | 2013–14        | Ligue 2            | 23        | 4         | 1     | 0     | —        | —        | —          | —          | —     | —     | 24     | 4      |
| Istres                   | Összesen       | Összesen           | 23        | 4         | 1     | 0     | —        | —        | —          | —          | —     | —     | 24     | 4      |
| Red Bull Salzburg        | 2014–15        | Osztrák Bundesliga | 30        | 5         | 4     | 0     | —        | —        | 10         | 1          | —     | —     | 44     | 6      |
| Red Bull Salzburg        | 2015–16        | Osztrák Bundesliga | 29        | 12        | 5     | 2     | —        | —        | 3          | 0          | —     | —     | 37     | 14     |
| Red Bull Salzburg        | Összesen       | Összesen           | 59        | 17        | 9     | 2     | —        | —        | 13         | 1          | —     | —     | 81     | 20     |
| RB Leipzig               | 2016–17        | Bundesliga         | 31        | 8         | 1     | 0     | —        | —        | —          | —          | —     | —     | 32     | 8      |
| RB Leipzig               | 2017–18        | Bundesliga         | 27        | 6         | 2     | 1     | —        | —        | 10         | 2          | —     | —     | 39     | 9      |
| RB Leipzig               | Összesen       | Összesen           | 58        | 14        | 3     | 1     | —        | —        | 10         | 2          | —     | —     | 71     | 17     |
| Liverpool                | 2018–19        | Premier League     | 25        | 2         | 1     | 0     | 1        | 0        | 6          | 1          | —     | —     | 33     | 3      |
| Liverpool                | 2019–20        | Premier League     | 18        | 2         | —     | —     | 2        | 0        | 4          | 1          | 3     | 1     | 27     | 4      |
| Liverpool                | 2020–21        | Premier League     | 10        | 0         | —     | —     | 1        | 0        | 4          | 0          | 1     | 0     | 16     | 0      |
| Liverpool                | 2021–22        | Premier League     | 23        | 3         | 4     | 0     | 3        | 0        | 10         | 1          | —     | —     | 40     | 4      |
| Liverpool                | 2022–23        | Premier League     | 8         | 0         | 3     | 0     | 1        | 0        | —          | —          | 1     | 0     | 13     | 0      |
| Liverpool                | Összesen       | Összesen           | 84        | 7         | 8     | 0     | 8        | 0        | 24         | 3          | 5     | 1     | 129    | 11     |
| Werder Bremen            | 2023–24        | Bundesliga         | 5         | 0         | —     | —     | —        | —        | —          | —          | —     | —     | 5      | 0      |
| Werder Bremen            | 2024–25        | Bundesliga         | —         | —         | —     | —     | —        | —        | —          | —          | —     | —     | —      | —      |
| Werder Bremen            | Összesen       | Összesen           | 5         | 0         | —     | —     | —        | —        | —          | —          | —     | —     | 5      | 0      |
| Ferencváros (kölcsönben) | 2024–25        | NB I               | 10        | 0         | 1     | 0     | —        | —        | 0          | 0          | —     | —     | 11     | 0      |
| Ferencváros (kölcsönben) | 2025–26        | NB I               | 4         | 0         | 0     | 0     | —        | —        | 1          | 0          | —     | —     | 5      | 0      |
| Ferencváros (kölcsönben) | Összesen       | Összesen           | 14        | 0         | 1     | 0     | —        | —        | 1          | 0          | —     | —     | 16     | 0      |
| Karrier összes           | Karrier összes | Karrier összes     | 243       | 42        | 22    | 3     | 8        | 0        | 48         | 6          | 5     | 1     | 326    | 52     |

1. 1 2 3 4 5  Pályára lépés(ek) a Bajnokok ligájában.
2. 1 2  Pályáralépés(ek) a Community Shielden.

### A válogatottban
| Guinea   | Guinea | Guinea |
| Év       | Mérk.  | Gólok  |
| -------- | ------ | ------ |
| 2012     | 1      | 1      |
| 2013     | 1      | 0      |
| 2014     | 7      | 0      |
| 2015     | 11     | 2      |
| 2016     | 4      | 0      |
| 2017     | 5      | 3      |
| 2018     | 4      | 0      |
| 2019     | 4      | 1      |
| 2020     | 2      | 1      |
| 2021     | 5      | 0      |
| 2022     | 6      | 3      |
| 2023     | 4      | 1      |
| 2024     | 4      | 0      |
| Összesen | 58     | 12     |

### Válogatott góljai
| #   | Időpont             | Helyszín                                              | Ellenfél         | Gólok | Eredmény | Kiírás                                        |
| --- | ------------------- | ----------------------------------------------------- | ---------------- | ----- | -------- | --------------------------------------------- |
| 1.  | 2012. december 14.  | Nemzeti Stadion, Freetown, Sierra Leone               | Sierra Leone     | 1–0   | 1–1      | 2014-es afrikai nemzetek bajnoksága selejtező |
| 2.  | 2015. november 12.  | Sam Nujoma Stadion, Windhoek, Namíbia                 | Namíbia          | 1–0   | 1–0      | 2018-as labdarúgó-világbajnokság selejtező    |
| 3.  | 2015. november 15.  | Stade Mohamed V, Casablanca, Marokkó                  | Namíbia          | 2–0   | 2–0      | 2018-as labdarúgó-világbajnokság selejtező    |
| 4.  | 2017. június 10.    | Stade Bouaké, Bouaké, Elefántcsontpart                | Elefántcsontpart | 3–2   | 3–2      | 2019-es afrikai nemzetek kupája selejtező     |
| 5.  | 2017. augusztus 31. | Stade du 28 Septembre, Conakry, Guinea                | Líbia            | 1–0   | 3–2      | 2018-as labdarúgó-világbajnokság selejtező    |
| 6.  | 2017. október 7.    | Stade du 28 Septembre, Conakry, Guinea                | Tunézia          | 1–0   | 1–4      | 2018-as labdarúgó-világbajnokság selejtező    |
| 7.  | 2019. november 14.  | Stade du 26 Mars, Bamakó, Mali                        | Mali             | 1–1   | 2–2      | 2021-es afrikai nemzetek kupája selejtező     |
| 8.  | 2020. november 15.  | Stade Omnisports Idriss Mahamat Ouya, N’Djamena, Csád | Csád             | 1–0   | 1–1      | 2021-es afrikai nemzetek kupája selejtező     |
| 9.  | 2022. január 6.     | Amahoro Stadion, Kigali, Ruanda                       | Ruanda           | 2–0   | 2–0      | Felkészülési mérkőzés                         |
| 10. | 2022. január 18.    | Ahmadou Ahidjo Stadion, Yaoundé, Kamerun              | Zimbabwe         | 1–2   | 1–2      | 2021-es afrikai nemzetek kupája               |
| 11. | 2023. március 27.   | Stade General Lansana Conté, Conakry, Guinea          | Malawi           | 1–0   | 1–0      | 2023-as afrikai nemzetek kupája selejtező     |
| 12. | 2023. március 27.   | Stade Moulay Abdallah, Rabat, Marokkó                 | Etiópia          | 1–0   | 3–2      | 2023-as afrikai nemzetek kupája selejtező     |

## Sikerei, díjai
Red Bull Salzburg
- Osztrák Bundesliga (2): 2014–15, 2015–16
- Osztrák kupa (2): 2014–15, 2015–16

 Liverpool
- Premier League (1): 2019–20
- FA-kupa (1): 2021–22
- EFL Cup (1): 2021–22
- FA Community Shield (1): 2022
- UEFA-bajnokok ligája (1): 2018–19
- UEFA-szuperkupa (1): 2019
- FIFA-klubvilágbajnokság (1): 2019

 Ferencváros
- Magyar bajnok (1):  2024–25[16]